# Vincenzo De Cosmo
Vincenzo 'Enzo' De Cosmo (Molfetta, 28 ottobre 1942 – Molfetta, 25 aprile 2016) è stato un politico italiano.